# Ora che ti guardo bene
Ora che ti guardo bene è un singolo del cantautore italiano Gazzelle, pubblicato il 15 aprile 2020.

## Tracce
Testi e musiche di Flavio Bruno Pardini.
1. Ora che ti guardo bene – 2:52

## Classifiche
| Classifica (2020) | Posizione massima |
| ----------------- | ----------------- |
| Italia            | 11                |